# Die Pinguine aus Madagascar (Fernsehserie)
Die Pinguine aus Madagascar ist eine US-amerikanische computeranimierte Fernsehserie. Der Ableger des Animationsfilms Madagascar von 2005 erzählt von den Abenteuern der vier Pinguine Skipper, Kowalski, Private und Rico im Central Park Zoo von New York City. Die Serie lief vom 29. November 2008 bis zum 19. Dezember 2015 in den USA und vom 10. April 2009 bis zum 7. März 2013 im deutschen Sprachraum in der Erstausstrahlung, jeweils auf dem Kindersender Nickelodeon. Sie wurde unter anderem mit elf Emmys und vier Annie Awards ausgezeichnet (Stand: 2013).

## Handlung und Figuren
Die Pinguine Skipper, Kowalski, Private und Rico leben im New Yorker Central Park Zoo. Aus Madagaskar sind ihnen die Lemuren Julien, Mort und Maurice dorthin gefolgt, die nun glauben, Julien sei der rechtmäßige König des Zoos.

### Die Pinguine
Die militärisch organisierte Pinguin-Elitetruppe wird vom erfahrenen Skipper angeführt, der in Dänemark als „Staatsfeind Nr.1“ gilt. Dieser bewahrt stets einen kühlen Kopf, trifft alle taktischen Entscheidungen und gibt die Befehle. Skipper wird oft mit einer Kaffeetasse gezeigt, deren Inhalt er mit einem Fisch umrührt. In Planungsaufgaben unterstützt ihn der hochgewachsene Kowalski, ein Technokrat und hochintelligenter Stratege, der für die Analyse von Situationen und das Unterbreiten von Handlungsoptionen zuständig ist. Der Fachmann für Waffen und Sprengstoffe in der Gruppe ist der kräftige, meist irre, Rico, der bei Bedarf fast jeden beliebigen Ausrüstungsgegenstand hochwürgen kann. Er ist auf der linken Wange mit einer Narbe gezeichnet und kommuniziert fast nur über Grunz- und Quietschlaute. Der jüngste und kleinste der Pinguine und zugleich der Neuling der Gruppe ist der sensible und einfühlsame Private. Seinen Mangel an Erfahrung macht er durch Bodenständigkeit wett, außerdem hat er ein Talent zum Knacken von Codes. Im Laufe der Serie entwickelt Private seine eigene Spezialfähigkeit: die Hyperknuddeligkeit, welche Mensch und Tier binnen Sekunden in Ohnmacht versetzen kann.
Das Aussehen der Pinguine wurde im Vergleich zu den Madagascar-Filmen geringfügig geändert, damit sie leichter zu unterscheiden sind; auch ihre Charaktere wurden weiterentwickelt. Während die Persönlichkeiten von Skipper und Private schon weitestgehend in den Filmen angelegt waren, wurden die von Kowalski und Rico für die Serie verfeinert. “Kowalski became our science guy, our Mr. Spock – and Rico turned psychopathic” (deutsch: „Kowalski entwickelte sich zu unserem Wissenschafts-Typen, unserem Mr. Spock – und Rico wurde psychopathisch“), sagt Produzent Mark McCorkle dazu.

### Die Lemuren
Selbsternannter König der Lemuren und Herrscher über die Zootiere ist King Julien, ein Katta, der zum Zeichen seiner Königsherrschaft eine Krone trägt. Zu seinem Vergnügen hat er eine Hüpfburg, veranstaltet Partys und tanzt gerne und viel. Julien neigt dazu, Redewendungen falsch zu verstehen. Außerdem ist er abergläubisch und gehorcht den Anweisungen der vermeintlichen „Luft-“ bzw. „Himmelsgeister“ (im Original: „sky spirits“). Für sein Gefolge zeigt der selbstverliebte und eingebildete Julien wenig Respekt. Er wird von Skipper meist nur „Ringelschwanz“ genannt. Sein Berater Maurice, ein dickliches Fingertier, steht den Ideen seines Anführers meist skeptisch gegenüber, führt diese aber dennoch aus. Dagegen ist der junge, tollpatschige Mausmaki Mort ihm hingebungsvoll ergeben. Mort hat einen Fetisch für Füße, insbesondere die von König Julien. Dieser behandelt ihn mit Verachtung.

### Weitere Figuren
Marlene, ein Otterweibchen, wurde von einem kalifornischen Aquarium in den Central Park Zoo gebracht. Sie ist mit Skipper befreundet und begleitet ihn manchmal auf seinen Missionen. Die Rolle wurde an die der Sandy Cheeks aus SpongeBob Schwammkopf angelehnt. Regelmäßige Auftritte haben außerdem die beiden ruhigen Schimpansen Mason und Phil. Mason kann (mit den anderen Zootieren) sprechen, aber nicht lesen. Phil ist stumm, aber ein eifriger Zeitungsleser. Er kommuniziert über Gebärdensprache, die von Mason übersetzt wird. Beide trinken Kaffee oder Tee. Abgesehen von den Pinguinen und den Lemuren sind die Schimpansen die einzigen Tiere, die auch schon in Madagascar zu sehen waren. Zu den weiteren Zootieren mit regelmäßigen Auftritten innerhalb der Serie zählen das aggressive Rote Riesenkänguru Joey, die Gorillas Bada und Bing, eine Gruppe von Chamäleons sowie der Indische Elefant Burt und ein Nashorn namens Roy.
Die Pinguine haben auch mit Tieren außerhalb des Zoos Kontakt, beispielsweise mit dem „Mondkater“ Max oder einer mit den Pinguinen verfeindeten Gruppe von Ratten, die in der New Yorker Kanalisation lebt. Dort wohnte zu Beginn der Serie auch das freundliche Krokodil Roger, das später in den Zoo zieht. Mehrere Auftritte hat auch das geistig langsame Eichhörnchen Fred, das im Central Park nahe dem Zoo lebt. Der Erzfeind der Pinguine ist ein Delfin namens Dr. Seltsam (bürgerlich Francis), dem eine Armee von Hummern zuarbeitet. Doris ist eine freundliche Delfindame, Dr. Seltsams Schwester und der Schwarm von Kowalski. Der Papageientaucher Lars ist Skippers persönlicher Rivale und Schuld daran, dass dieser Dänemark nicht betreten darf. Unter anderem zählt zu den Verbündeten der Pinguine und Lemuren der Roboter-Lemur (bzw. LEM-R) Lemmy, welcher die Fähigkeiten der Pinguine und King Juliens Tanzschritte in sich vereint. Lemmys Aufgabe war anfangs nur den Mars nach Leben zu erkunden, später dient er den Pinguinen und Lemuren, die bösartigen „Weltraum-Tintenfische“ zu bekämpfen, die obengenannten Fähigkeiten sind ihm daher sehr nützlich.
Vom Zoopersonal wird nur die mürrische Tierpflegerin Alice regelmäßig gezeigt, in einzelnen Episoden auch ein Tierarzt. Wenn die Pinguine für eine Mission das Gelände des Zoos verlassen, sehen sie sich bisweilen mit Officer X konfrontiert, der u. a. für das New Yorker Ordnungsamt streunende Tiere in der Stadt jagt. Er entwickelt im Verlauf der Serie, durch wiederholte Zusammenstöße mit den Pinguinen, eine Art „Pinguin-Hass“. Häufig wird ebenfalls der Nachrichtensprecher Chuck Charles gezeigt, der in der 3. Staffel herausfindet, dass die Pinguine ein streng geheimes Elitekommando sind, dies jedoch nicht verrät. Zu den menschlichen Erzfeinden zählen unter anderem auch die reichen Vesuvius-Zwillinge, welche Tiere quälen. Im Laufe der Serie können die Pinguine die beiden aber umstimmen, so dass sie nur noch arme Menschen quälen. Einzelne Auftritte hat ebenfalls die tierliebende Seniorin Gladys, welche von allen Tieren im Zoo gemocht wird – bis auf die Lemuren, da Gladys sie regelmäßig mit Katzen verwechselt.

## Episoden
Die Serie besteht aus Episoden mit einer Länge von jeweils rund elf Minuten; verschiedene Sonderfolgen erreichen die doppelte Länge oder mehr. Die Handlung der Episoden ist in sich geschlossen, das heißt am Ende jeder Episode kehrt die Serie im Wesentlichen zum Ausgangszustand zurück. Jedoch kommen des Öfteren Anspielungen auf und Erwähnungen von früheren Abenteuern vor. Ursprünglich hatte Nickelodeon zwei Staffeln mit je 26 Folgen in Auftrag gegeben. Inzwischen wurde diese Gesamtzahl der Episoden überschritten.

## Produktion und Veröffentlichung
Die Serie wurde von DreamWorks Animation für Nickelodeon produziert. Für DreamWorks Animation waren die Pinguine die erste Spin-off-Fernsehserie. Als ausführende Produzenten wurden Robert Schooley und Mark McCorkle verpflichtet, die zuvor bei Disney für die Spin-off-Serien Aladdin, Hercules und Captain Buzz Lightyear – Star Command verantwortlich waren. Diese bildeten für die Produktion der Serie einen neuen Stab ohne das Führungspersonal der Madagascar-Filme. Ausnahmen sind Eric Darnell und Tom McGrath, die Regisseure und Drehbuchautoren der Filme. Sie entwarfen gemeinsam das Drehbuch für eine der Serienepisoden und standen als Berater für die Charakterentwicklung zur Verfügung. McGrath ist außerdem sowohl in den Filmen als auch in der Serie die Originalstimme von Skipper.
Die Figuren wurden in den Animationsstudios von Nickelodeon im kalifornischen Burbank entworfen. Die Ausführung der Animation wurde nach Indien ausgelagert, einige frühe Teile nach Taiwan. Obwohl die Pinguine und Lemuren bereits in den Filmen Madagascar und Madagascar 2 aufgetreten waren, mussten die Computermodelle von Grund auf neu entworfen werden. Dies hatte zum einen technische Gründe, zum anderen waren die Modelle so komplex, dass ihr Rendering sowohl den Zeit- als auch den Kostenrahmen der Serienproduktion gesprengt hätte.

### Kontinuität
Mark McCorkle und Robert Schooley, die Entwickler der Serie, hatten sich zwar anfangs überlegt, die Kontinuität zwischen Madagascar 2 und der Serie zu wahren, doch war zu dieser Zeit noch nicht klar, wie der Film enden sollte. So kam es, dass die Pinguine am Ende des Films nach Europa fliegen, in der wenige Wochen nach Veröffentlichung des Films gestarteten Serie dagegen von Anfang an im Central Park Zoo leben, wo McCorkle und Schooley sie haben wollten. Es wird nicht erklärt, wie die Tiere dorthin gekommen sind, im Vorspann der Serie wird jedoch gezeigt, wie die Pinguine eine Transportkiste öffnen, in der sich die drei Lemuren befinden. Mark McCorkle meinte, die Serie spiele nicht unbedingt vor oder nach dem Film. Er sehe sie in einem Paralleluniversum. Bereits kurz vor der Veröffentlichung von Madagascar 2 2008 hatte DreamWorks-Chef Jeffrey Katzenberg einen dritten Film angekündigt und gesagt, dass er darin die Figuren nach New York zurückkehren sehen wolle. In dem Film Madagascar 3: Flucht durch Europa, der 2012 in die Kinos kam, kehrten die Tiere zwar tatsächlich in den Zoo zurück, doch verließen sie ihn bald wieder. Somit lieferte auch dieser Film keine Erklärung für die Ausgangssituation der Serie.

### Synchronisation
Einige der Schauspieler, die den Figuren in den Madagascar-Filmen ihre Stimmen geliehen hatten, konnten für die Serie nicht erneut verpflichtet werden. Mit Private, Kowalski, King Julien und Maurice mussten vier der Hauptrollen neu besetzt werden. Bei anderen Rollen sind im englischen Original die gleichen Sprecher zu hören wie in den Filmen. Dass Tom McGrath, Regisseur der Madagascar-Filme, Skipper seine Stimme leiht, war anfangs nur als Übergangslösung gedacht. Als größte Herausforderung bei der Besetzung wurde die Wahl eines Sprechers für King Julien gesehen. Für die Filme hatte dies Sacha Baron Cohen übernommen, für die Serie stand der britische Komiker jedoch nicht zur Verfügung. Die Wahl fiel auf Danny Jacobs, der Baron Cohen bereits für das Videospiel zu Madagascar 2 ersetzt hatte.
Auch für die deutsche Synchronfassung mussten neue Sprecher für Hauptrollen gewonnen werden. Insbesondere die Pinguine, die in den Filmen von den Fantastischen Vier gesprochen werden, haben neue Stimmen erhalten. Die Dialogregie führt Björn Schalla, die Synchronstimme von Private.
| Rolle              | Originalsprecher         | Deutscher Sprecher        |
| ------------------ | ------------------------ | ------------------------- |
| Skipper            | Tom McGrath              | Michael Deffert           |
| Private            | James Patrick Stuart     | Björn Schalla             |
| Kowalski           | Jeff Bennett             | Oliver Feld               |
| Rico               | John DiMaggio            | Lutz Schnell              |
| King Julien        | Danny Jacobs             | Stefan Gossler            |
| Maurice            | Kevin Michael Richardson | Helmut Krauss             |
| Mort               | Andy Richter             | Gerald Schaale            |
| Marlene            | Nicole Sullivan          | Tanya Kahana              |
| Alice              | Mary Scheer              | Martina Treger            |
| Mason              | Conrad Vernon            | Lothar Blumhagen          |
| Burt               | John DiMaggio            | Werner Böhnke             |
| Officer X          | Cedric Yarbrough         | Karl Schulz               |
| Mondkater Max      | Wayne Knight             | Bodo Wolf                 |
| Roger              | Richard Kind             | Hans Hohlbein             |
| Dr. Seltsam        | Neil Patrick Harris      | Robert Missler            |
| Savio              | Nestor Carbonell         | Till Hagen                |
| Vesuvius-Zwillinge | Atticus Shaffer (beide)  | Filipe Pirl & Marcel Mann |

### Erstausstrahlung
Die Pilotfolge Gone in a Flash (Titel der deutschen Synchronfassung: Blitz und weg) war am 29. November 2008 auf dem US-amerikanischen Kabelkanal Nickelodeon als Vorpremiere zu sehen, der offizielle Serienstart fand am 28. März 2009 im Anschluss an die Verleihung der Nick Kids’ Choice Awards statt. Ab diesem Termin strahlte Nickelodeon die Serie regelmäßig aus, zunächst für zwei Wochen werktäglich, dann wöchentlich.
In Deutschland begann Nick die Erstausstrahlung am 10. April 2009, ebenfalls mit einer Vorpremiere: Über Ostern 2009 wurden sechs Episoden vorab gesendet. Regelmäßig wurde die Serie ab Herbst 2009 gezeigt.

### DVDs
In den USA wird seit dem 9. Februar 2010 eine Zusammenfassung mehrerer Episoden unter dem Titel Operation: DVD Premiere auf DVD angeboten. Happy King Julien Day! und New to the Zoo sind am 10. August 2010 erschienen, I Was a Penguin Zombie am 5. Oktober 2010.
In Deutschland ist seit dem 4. März 2010 die DVD Geheimauftrag: Pinguine, die deutsche Fassung von Operation: DVD Premiere, erhältlich. Am 19. August 2010 ist King Julien Tag! dazugekommen.

### Film
2014 wurde der von der Serie unabhängige Film Die Pinguine aus Madagascar veröffentlicht.

### Videospiele
Ein Spiel mit dem Titel Die Pinguine aus Madagascar – Dr. Seltsam kehrt zurück erschien am 16. September 2011 für Xbox 360, Playstation 3, Nintendo Wii und den Nintendo DS.

## Rezeption
Die Episode Launchtime (Titel der deutschen Synchronfassung: Willkommen auf dem Mond), mit der die Serien-Ausstrahlung in den USA am 28. März 2009 begann, erzielte mit 6,1 Millionen Zuschauern die bis dato höchsten Einschaltquoten einer Serien-Premiere auf Nickelodeon. Im ersten Jahr erreichte die Sendung die zweithöchsten Einschaltquoten einer Animationsserie nach SpongeBob Schwammkopf.

### Kritiken
Die US-amerikanischen Kritiker reagierten gemischt auf die Serie. Eine Kritikerin der Los Angeles Times urteilte insgesamt positiv. Sie lobte gutes komödiantisches Timing und die Action-Szenen, die sie an die Cartoons von Road Runner und Wile E. Coyote und an die Gangsterfilme der 1940er Jahre erinnerten. Besonders hob sie die Leistung derjenigen Sprecher hervor, die Rollen übernahmen, die in den Madagascar-Filmen von Stars gesprochen worden waren. Auch die Wertung des San Francisco Chronicle fällt positiv aus. Hier wird ebenfalls die Arbeit der Sprecher gelobt. Darüber hinaus meint der Kritiker, die Serie zeige einen Humor, der auch für ein erwachsenes Publikum ansprechend sei. Dagegen meint Brian Lowry von Variety, dem schon Madagascar nicht gefallen hatte, die Serie sei zwar “loud, exuberant and colorful” (deutsch: „laut, überschwänglich und bunt“), er finde sie dennoch nicht lustig. Auf ihn habe sie mehr wie ein “merchandising bonanza” (deutsch: „eine Goldgrube für Absatzförderung“) gewirkt. Die CGI-Animationen seien aber von hoher Qualität.

### Auszeichnungen

#### Emmy Awards
In den Jahren 2010 bis 2013 war die Serie für insgesamt 26 Emmys nominiert, von denen sie elf gewann.
| Tabellarische Übersicht der Auszeichnungen und Nominierungen | Tabellarische Übersicht der Auszeichnungen und Nominierungen | Tabellarische Übersicht der Auszeichnungen und Nominierungen                                                                                             | Tabellarische Übersicht der Auszeichnungen und Nominierungen         | Tabellarische Übersicht der Auszeichnungen und Nominierungen |
| Jahr                                                         | Auszeichnung                                                 | Für | Kategorie                                                            | Resultat                                                     |
| ------------------------------------------------------------ | ------------------------------------------------------------ | --- | -------------------------------------------------------------------- | ------------------------------------------------------------ |
| 2010                                                         | Daytime Emmy Award                                           | Die Pinguine aus Madagascar | Outstanding Special Class Animated Program                           | Gewonnen gemeinsam mit SpongeBob Schwammkopf                 |
| 2010                                                         | Daytime Emmy Award                                           | Nick Filippi, Bret Haaland, Lisa Schaffer | Outstanding Directing in an Animated Program                         | Nominiert                                                    |
| 2010                                                         | Daytime Emmy Award                                           | Adam Berry | Outstanding Achievement in Music Direction And Composition           | Nominiert                                                    |
| 2010                                                         | Daytime Emmy Award                                           | Bob Schooley, Mark McCorkle, Bob Roth, Bill Motz, Brandon Sawyer, Eddie Guzelian                                                                         | Outstanding Writing in Animation                                     | Nominiert                                                    |
| 2011                                                         | Daytime Emmy Award                                           | Die Pinguine aus Madagascar | Outstanding Children’s Animated Program                              | Gewonnen                                                     |
| 2011                                                         | Daytime Emmy Award                                           | Danny Jacobs | Outstanding Performer In An Animated Program                         | Gewonnen                                                     |
| 2011                                                         | Daytime Emmy Award                                           | Tom McGrath | Outstanding Performer In An Animated Program                         | Nominiert                                                    |
| 2011                                                         | Daytime Emmy Award                                           | Nick Filippi, Christo Stamboliev, Dave Knott, Lisa Schaffer                                                                                              | Outstanding Directing In An Animated Program                         | Nominiert                                                    |
| 2011                                                         | Daytime Emmy Award                                           | Adam Berry | Outstanding Achievement in Music Direction And Composition           | Gewonnen                                                     |
| 2011                                                         | Daytime Emmy Award                                           | James Lifton, Paulette Lifton, Dominick Certo, Ian Nyeste, Matt Hall, Lawrence Reyes                                                                     | Outstanding Achievement in Sound Editing – Live Action and Animation | Gewonnen                                                     |
| 2011                                                         | Daytime Emmy Award                                           | Brandon Sawyer, Bill Motz, Bob Roth | Outstanding Writing In Animation                                     | Gewonnen                                                     |
| 2011                                                         | Daytime Emmy Award                                           | Meredith Layne | Outstanding Casting for an Animated Series                           | Gewonnen                                                     |
| 2012                                                         | Daytime Emmy Award                                           | Die Pinguine aus Madagascar | Outstanding Children’s Animated Program                              | Gewonnen                                                     |
| 2012                                                         | Daytime Emmy Award                                           | Jeff Bennet als Kowalski | Outstanding Performer In An Animated Program                         | Nominiert                                                    |
| 2012                                                         | Daytime Emmy Award                                           | David Knott, Shaun Cashman, Christo Stamboliev | Outstanding Directing in an Animated Program                         | Gewonnen                                                     |
| 2012                                                         | Daytime Emmy Award                                           | Adam Berry | Outstanding Achievement in Music Direction And Composition           | Nominiert                                                    |
| 2012                                                         | Daytime Emmy Award                                           | Adam Berry, John Behnke für Off the Clock | Outstanding Original Song – Children’s and Animation                 | Nominiert                                                    |
| 2012                                                         | Daytime Emmy Award                                           | Adam Berry, Brandon Sawyer für In the Happy Little Land of Hoboken Surprise                                                                              | Outstanding Original Song – Children’s and Animation                 | Gewonnen                                                     |
| 2012                                                         | Daytime Emmy Award                                           | Bill Motz, Bob Roth, Brandon Sawyer | Outstanding Writing In Animation                                     | Nominiert                                                    |
| 2012                                                         | Daytime Emmy Award                                           | Paulette Lifton, James Lifton, Adam Berry, Dominick Certo, Michael Petak, D.J. Lynch, Matt Hall, Ian Nyeste, Aran Tanchum, Chris Gresham, Lawrence Reyes | Outstanding Achievement in Sound Editing – Animation                 | Nominiert                                                    |
| 2012                                                         | Primetime Emmy Award                                         | Folge: Die erneute Rache des Doktor Seltsam | Outstanding Animated Program                                         | Gewonnen                                                     |
| 2013                                                         | Daytime Emmy Award                                           | Bob Schooley, Mark McCorkle, Bret Haaland, Nick Filipini, Ant Ward, Chris Neuhahn and Andrew Huebner                                                     | Outstanding Children’s Animated Program                              | Nominiert                                                    |
| 2013                                                         | Daytime Emmy Award                                           | David Knott, Christo Stamboliev, Matt Engstrom, Sunil Hall and Lisa Schaffer                                                                             | Outstanding Directing in an Animated Program                         | Nominiert                                                    |
| 2013                                                         | Daytime Emmy Award                                           | Adam Berry | Outstanding Music Direction and Composition                          | Nominiert                                                    |
| 2013                                                         | Daytime Emmy Award                                           | Bill Motz, Bob Roth and Brandon Sawyer | Outstanding Writing in Animation                                     | Nominiert                                                    |
| 2013                                                         | Daytime Emmy Award                                           | Justin Brinsfield, D.J. Lynch and Ian Nyeste | Outstanding Sound Mixing – Animation                                 | Nominiert                                                    |

#### Annie Awards
Die Serie wurde 2010 mit zwei Annie Awards geehrt. Sie entschied die Kategorie Best Animated Television Production for Children für sich, außerdem gewann Bret Haaland den Preis in der Kategorie Directing in a Television Production für seine Regiearbeit an der Episode Willkommen auf dem Mond.

#### BAFTA Awards
Von der British Academy of Film and Television Arts wurde die Serie mit dem BAFTA-Award 2009 und 2010 jeweils für die beste internationale Produktion für Kinder ausgezeichnet.

#### Nickelodeon Kids’ Choice Awards
2010 und 2011 wurde die Serie für den US-amerikanischen Nick Kids’ Choice Awards nominiert, musste sich aber beide Male SpongeBob Schwammkopf geschlagen geben.

#### Weitere Nominierungen
2009 waren die Pinguine auch für den Artios Awards nominiert, der von der Casting Society of America für besondere Leistungen beim Casting vergeben wird, konnten den Preis aber nicht gewinnen.